# Liste des aéroports les plus hauts
Cette page présente la liste des aéroports commerciaux dont l'altitude est supérieure à 2 500 mètres.
| Rang | Nom                                                       | Pays     | Coordonnées                   | Altitude (m) | Altitude (pied) |
| ---- | --------------------------------------------------------- | -------- | ----------------------------- | ------------ | --------------- |
| 1    | Aéroport Daocheng Yading                                  | Chine    | 29° 18′ 46″ N, 100° 03′ 32″ E | 4411         | 14472           |
| 2    | Aéroport de Qamdo Bamda                                   | Chine    | 30° 33′ 13″ N, 97° 06′ 31″ E  | 4334         | 14219           |
| 3    | Aéroport de Kangding                                      | Chine    | 30° 09′ 27″ N, 101° 44′ 05″ E | 4280         | 14042           |
| 4    | Aéroport de Ngari-Gunsa                                   | Chine    | 32° 06′ 31″ N, 80° 03′ 10″ E  | 4274         | 14022           |
| 5    | Aéroport international El Alto                            | Bolivie  | 16° 30′ 48″ S, 68° 11′ 32″ O  | 4061         | 13323           |
| 6    | Aéroport Joya Andina                                      | Bolivie  | 20° 27′ 00″ S, 66° 50′ 32″ O  | 3954         | 12972           |
| 7    | Aéroport Capitán Nicolás-Rojas                            | Bolivie  | 19° 32′ 35″ S, 65° 43′ 25″ O  | 3936         | 12913           |
| 8    | Aéroport de Yushu-Batang                                  | Chine    | 32° 50′ 21″ N, 97° 02′ 20″ E  | 3890         | 12762           |
| 9    | Aéroport international Inca Manco Cápac                   | Pérou    | 15° 28′ 01″ S, 70° 09′ 29″ O  | 3826         | 12552           |
| 10   | Aéroport de Shigatsé-Heping                               | Chine    | 29° 21′ 06″ N, 89° 18′ 25″ E  | 3782         | 12408           |
| 11   | Aéroport international Juan Mendoza                       | Bolivie  | 17° 57′ 45″ S, 67° 04′ 34″ O  | 3702         | 12146           |
| 12   | Aéroport de Lhassa Gonggar                                | Chine    | 29° 17′ 52″ N, 90° 54′ 43″ E  | 3570         | 11713           |
| 13   | Hongyuan Airport (en)                                     | Chine    | 32° 31′ 45″ N, 102° 21′ 25″ E | 3535         | 11598           |
| 14   | Aéroport de Jiuzhai Huanglong                             | Chine    | 32° 51′ 15″ N, 103° 41′ 07″ E | 3448         | 11312           |
| 15   | Andahuaylas Airport (en)                                  | Pérou    | 13° 39′ 00″ S, 73° 25′ 00″ O  | 3444         | 11299           |
| 16   | Aéroport international Alejandro Velasco Astete           | Pérou    | 13° 32′ 08″ S, 71° 56′ 37″ O  | 3310         | 10860           |
| 17   | Aéroport Kushok-Bakula-Rimpoché                           | Inde     | 34° 08′ 09″ N, 77° 32′ 47″ E  | 3256         | 10682           |
| 18   | Aéroport San Luis                                         | Colombie | 0° 51′ 43″ N, 77° 40′ 18″ O   | 2976         | 9764            |
| 19   | Nyingchi Mainling Airport (en)                            | Chine    | 29° 18′ 12″ N, 94° 20′ 07″ E  | 2949         | 9675            |
| 20   | Aéroport Juana Azurduy de Padilla                         | Bolivie  | 19° 00′ 25″ S, 65° 17′ 19″ O  | 2904         | 9528            |
| 21   | Aéroport Tenzing-Hillary                                  | Népal    | 27° 41′ 16″ N, 86° 43′ 53″ E  | 2860         | 9383            |
| 22   | Aéroport international Mariscal Sucre (1960-2013) (fermé) | Équateur | 0° 08′ 28″ S, 78° 29′ 17″ O   | 2813         | 9229            |
| 23   | Comandante FAP Germán Arias Graziani Airport (en)         | Pérou    | 9° 20′ 50″ S, 77° 35′ 54″ O   | 2773         | 9098            |
| 24   | Mayor General FAP Armando Revoredo Iglesias Airport (en)  | Pérou    | 7° 08′ 21″ S, 78° 29′ 21″ O   | 2676         | 8780            |
| 25   | Aéroport de Shennongjia-Hongping                          | Chine    | 31° 38′ 01″ N, 110° 20′ 17″ E | 2580         | 8465            |
| 26   | Aéroport international Adolfo López Mateos                | Mexique  | 19° 20′ 13″ N, 99° 33′ 57″ O  | 2580         | 8465            |
| 27   | Aéroport Rodriguez Ballon                                 | Pérou    | 16° 20′ 28″ S, 71° 34′ 59″ O  | 2562         | 8406            |
| 28   | Aéroport international El Dorado                          | Colombie | 4° 42′ 05″ N, 74° 08′ 49″ O   | 2548         | 8360            |
| 29   | Aéroport international Jorge Wilstermann                  | Bolivie  | 17° 25′ 15″ S, 66° 10′ 37″ O  | 2548         | 8360            |